# Jenóclides
Jenóclides o Xenocleides (en griego antiguo: Ξενοκλείδης) fue un poeta ateniense del siglo IV a. C.  Ninguna de sus obras ha sobrevivido. Fue uno de los amantes de la hetera Neera . Según Apolodoro de Acarnas, en al 369 a. C. se pronunció en contra de la solicitud de Calístrato de Afidnas de apoyar a Esparta contra Tebas. Fue procesado por evitar el servicio militar, aunque como tuvo el cargo de recaudador de impuestos, estuvo exento de deberes militares, condenado y privado de sus derechos (griego antiguo: ἀτιμία, atimia). Esta acusación, presentada por Estéfano en nombre de Calístrato, probablemente tenía la intención de eliminar a Jenóclides como oponente político. En el 343 a. C., Jenóclides vivía en Macedonia y fue desterrado por Filipo II. Parece que volvió a vivir en Atenas cuando se pronunció el discurso de Apolodoro llamado Contra Neera.